# Mazda CX-4
La Mazda CX-4 è un'autovettura di tipo crossover SUV compatto prodotto dal 2016 dalla casa automobilistica giapponese Mazda.

## Descrizione
Presentata nel mese di aprile 2016 del Salone di Pechino è prodotta e venduto esclusivamente in Cina da una joint venture tra la FAW e la Mazda. Il veicolo è stato anticipato dal concept car chiamato Mazda Koeru.
Realizzata appositamente per il mercato cinese posizionandosi sopra la Mazda CX-3, la CX-4 è un Crossover Suv realizzato sul pianale della CX-5, che combina la carrozzeria di una station wagon con il posteriore di una coupé.
La CX-4 è offerto con due motori benzina SKYACTIV a quattro cilindri: un 2,0 litri (PE-VPS) e un 2,5 litri (PY-VPS).
Nel gennaio 2018, la cinese Zotye Auto ha presentato una vettura chiamata la Traum MA501, che ha una suscitato critiche per la somiglianza del design con la CX-4.